# Jacques Donzel
Ne doit pas être confondu avec Jacques Chancel.
« Donzel » redirige ici. Pour l’article homophone, voir Donzelle.
Jacques Donzel, né le 29 novembre 1940 et mort le  13 décembre 2020,, est un écrivain, journaliste, radiophoniste, réalisateur, animateur, producteur, directeur de radio et chroniqueur vaudois.

## Biographie
Biennois d'origine, Jacques Donzel entre à Radio-Lausanne le premier août 1960 où il occupe très vite de multiples fonctions : animateur, journaliste, réalisateur, producteur et chef de chaîne, apparaissant au micro durant toutes les tranches horaires.
Grand connaisseur du monde de la chanson française, Jacques Donzel a animé et réalisé plusieurs émissions consacrées à ce sujet.
Avec son fils Olivier, diplômé en Sciences politiques et enseignant en théâtre, il publie en 2009 aux éditions Georg Le Mercenaire qui raconte de manière tout à fait exhaustive l'histoire de Jean Daniel Abraham Davel remise dans le contexte de la vie quotidienne aux XVIIe et XVIIIe siècles.

## Publications
- Boby Lapointe, Seghers, Paris, 1983
- Et la radio créa la Suisse romande, Lausanne, 2002
- Le mercenaire (avec Olivier Donzel), Genève, 2009

## Sources
- « Jacques Donzel », sur la base de données des personnalités vaudoises sur la plateforme « Patrinum » de la Bibliothèque cantonale et universitaire de Lausanne.
- Décès d'Emile Gardaz: hommage de Jacques Donzel, ancien directeur des programmes de la RSR - tsr.ch - vidéo - info - couleurs locales